# Kjetil Nordhus
Kjetil Nordhus (Kristiansand, Vest Agder; 31 de mayo de 1975) es un cantante y productor musical noruego de metal gótico.

## Carrera musical
Nordhus es más conocido por su participación con  Green Carnation. Actualmente es el vocalista masculino en Tristania, banda a la que se incorporó oficialemnte en 2009.
También ha sido cantante y compositor de varias bandas, incluyendo Trail of Tears y Chain Collector.
El 1 de julio de 2005 Kjetil Nordhus y su colega en Green Carnation Tchort, comenzaron su propia compañía discográfica, llamada Sublife Productions en Kristiansand

## Discografía
| Año  | Banda                   | Título                        | Formato  |
| ---- | ----------------------- | ----------------------------- | -------- |
| 2000 | Trail of Tears          | Profoundemonium               | Álbum    |
| 2001 | Green Carnation         | Light of Day, Day of Darkness | Álbum    |
| 2002 | Trail of Tears          | A New Dimension of Might      | Álbum    |
| 2003 | Green Carnation         | A Blessing in Disguise        | Álbum    |
| 2004 | Green Carnation         | The Trilogy                   | Box Set  |
| 2004 | Green Carnation         | Alive and Well... In Krakow   | Live DVD |
| 2004 | Chain Collector         | Forthcoming Addictions        | EP       |
| 2005 | Green Carnation         | The Quiet Offspring           | Álbum    |
| 2005 | Green Carnation         | The Burden Is Mine... Alone   | EP       |
| 2005 | Trail of Tears          | Free Fall Into Fear           | Álbum    |
| 2006 | Green Carnation         | The Acoustic Verses           | Álbum    |
| 2007 | Green Carnation         | A Night Under the Dam         | Live DVD |
| 2007 | Trail of Tears          | Existentia                    | Álbum    |
| 2007 | Chain Collector         | The Masquerade                | Álbum    |
| 2010 | Tristania               | Rubicon                       | Álbum    |
| 2013 | Tristania               | Darkest White                 | Álbum    |
| 2015 | Subterranean Masquerade | The Great Bazaar              | Álbum    |
| 2017 | Subterranean Masquerade | Hymn of the Vagabond          | Álbum    |
| 2020 | Green Carnation         | Leaves of Yesteryear          | Álbum    |